# 縣道169號
縣道169號（豐山－里佳），北起嘉義縣梅山鄉仁和社興橋南端，縱貫阿里山地區，南至嘉義縣阿里山鄉里佳，全長共計50.246公里（公路總局資料）。本縣道原起點為阿里山鄉豐山，但豐山至仁和社興橋路段不知何故未納入里程，現為一般產業道路。原終點阿里山鄉達邦，後來納入至里佳部落的產業道路，終點遂位於阿里山鄉里佳。
- 石桌位於縣道169號旁，靠近台18線路口。
- 俯瞰奮起湖，圖右公路為縣道169號。

## 行經行政區域
全線均位於嘉義縣境內。
| 梅山鄉   | 仁和   | 0.000  | （地區道路）         | 公路起點         |
| 梅山鄉   | 太和   | 4.000  | （地區道路）         |                  |
| 梅山鄉   | 油車寮 | 5.900  | 縣道149甲線          | 縣道149甲線終點  |
| 梅山鄉   | 油車寮 | 6.900  | 縣道162甲線          | 縣道162甲線終點  |
| 梅山鄉   | 樟樹湖 | －     | （地區道路）         |                  |
| 竹崎鄉   | 奮起湖 | －     | 嘉155線              | 嘉155線終點      |
| 竹崎鄉   | 奮起湖 | 14.146 | （地區道路）         |                  |
| 竹崎鄉   | 石桌   | －     | 台18線               | 與台18線共線起點 |
| 竹崎鄉   | 石桌   | 21.416 | 台18線 · 縣道159甲線 | 縣道159甲線終點  |
| 竹崎鄉   | 石桌   | －     | 台18線               | 與台18線共線終點 |
| 阿里山鄉 | 樂野   | －     | 嘉156線              | 嘉156線終點      |
| 阿里山鄉 | －     |        |                      |                  |
| 阿里山鄉 | 米洋   | －     | （地區道路）         |                  |
| 阿里山鄉 | －     |        |                      |                  |
| 阿里山鄉 | 竹腳   | －     | （地區道路）         |                  |
| 阿里山鄉 | －     |        |                      |                  |
| 阿里山鄉 | 達邦   | 33.929 | （地區道路）         |                  |
| 阿里山鄉 | 里佳   | 50.240 | （地區道路）         | 公路終點         |
| 共線     |        |        |                      |                  |

未納編路段
全線均位於嘉義縣境內。
| 阿里山鄉 | 豐山   | －    | （地區道路） | 未納編路段起點          |  |
| 阿里山鄉 | 豐山   | －    |              |                         |  |
| 阿里山鄉 | 豐山   | －    | （地區道路） |                         |  |
| 阿里山鄉 | 豐山   | －    |              |                         |  |
| 阿里山鄉 | 豐山   | －    | （地區道路） |                         |  |
| 梅山鄉   | 社後坪 | －    | （地區道路） |                         |  |
| 梅山鄉   | 大里網 | －    | 縣道149甲線  |                         |  |
| 梅山鄉   | －     |       |              |                         |  |
| 梅山鄉   | 仁和   | 0.000 | （地區道路） | 未納編路段終點 公路起點 |  |
|          |        |       |              |                         |  |

## 沿線設施與景點
- 阿里山國家風景區
  - 奮起湖車站（阿里山線）
  - 大凍山